# Filip Gerhardsson
Filip Gerhardsson, född 3 mars 1923 i Vännfors i Vännäs kommun, Västerbottens län, död 17 september 2024 i Umeå, var en svensk polis och dialektforskare.
Filip Gerhardsson var bland annat polismästare i Skellefteå. Han arbetade efter sin pensionering 1988 som dialektforskare och var bland annat programledare, tillsammans med Per Runesson, för Ordbruk i 291 avsnitt i Sveriges Radio Västerbotten 1997–2005. I programmet insamlades dialektord, vilka har dokumenterats av Institutet för språk och folkminnen.
Han fick Johan Nordlander-sällskapets kulturpris 2009.
Han fick Umeå kommuns Minerva-pris 2011.